# Masahiro Wada
Masahiro Wada (和田昌裕?, Wada Masahiro; Kōbe, 21 gennaio 1965) è un dirigente sportivo, allenatore di calcio ed ex calciatore giapponese.

## Carriera

### Calciatore
Ha militato dal 1987 al 1995 nel Gamba Osaka, noto sino al 1992 come Matsushita Electric, e con cui ha giocato nella vittoriosa finale di Coppa dell'Imperatore 1990. Nel 1995 si trasferì nel neonato club della sua città natale, il Vissel Kobe.
Con il sodalizio di Kōbe ottenne la promozione in massima serie al termine della stagione 1996. Con il Vissel Kobe militerà sino al 1998.

### Allenatore
Ritiratosi dall'attività agonistica diviene dal 2007 al 2009 vice-allenatore del Vissel Kobe, prima sotto Hiroshi Matsuda ed in seguito sotto Caio Júnior.
Diverrà allenatore titolare nel luglio 2009, cedendo l'incarico il 5 agosto dello stesso anno a Toshiya Miura, di cui diverrà vice-allenatore.
L'11 settembre 2010 tornerà nuovamente allenatore titolare del sodalizio di Kōbe, incarico che manterrà sino al suo esonero il 30 aprile 2012.
Dal gennaio 2014 siede sulla panchina del Chonburi, società militante nella massima serie thailandese. L'anno dopo torna in patria per allenare il Kyoto Sanga. Tra il 2015 ed il 2016 torna in Thailandia per allenare dapprima il Port e poi il Sisaket.

### Direttore sportivo
Dal 1º luglio 2012 diviene direttore sportivo del Vissel Kobe, incarico che occuperà sino al termine del 2013. Nel 2016 diviene direttore del settore giovanile del Zweigen Kanazawa.

## Palmarès
- Coppa dell'Imperatore: 1

Matsushita Electric: 1990